# Championnat d'Allemagne de go
Le championnat d'Allemagne de go est la compétition de jeu de go permettant de distinguer le meilleur joueur d'Allemagne.

## Historique
L’Allemagne est l'un des premiers territoires européens où le jeu de go s'est développé.
Après la Seconde Guerre mondiale et jusqu'à la réunification, les deux Allemagnes ont créé leur compétition.

## Palmarès

### Avant 1945
| Année | Vainqueur     |
| ----- | ------------- |
| 1927  | Felix Dueball |
| 1938  | Felix Dueball |
| 1939  | Garmeister    |
| 1940  | Kassel        |
| 1941  | Schaller      |

### Champion de laRépublique Fédérale d'Allemagne
| Année | Champion                |
| ----- | ----------------------- |
| 1957  | Fritz Dueball           |
| 1958  | Fritz Dueball           |
| 1959  | Fritz Dueball           |
| 1960  | Günter Cießow           |
| 1961  | Wichard von Alvensleben |
| 1962  | Wichard von Alvensleben |
| 1963  | Wichard von Alvensleben |
| 1964  | Wichard von Alvensleben |
| 1965  | Jürgen Mattern          |
| 1966  | Jürgen Mattern          |
| 1967  |                         |
| 1968  | Jürgen Mattern          |
| 1969  |                         |
| 1970  | Jürgen Mattern          |
| 1971  |                         |
| 1972  | Günter Cießow           |
| 1973  | Jürgen Mattern          |
| 1974  | Wichard von Alvensleben |
| 1975  | Jürgen Mattern          |
| 1976  | Jürgen Mattern          |
| 1977  | Michael Kitsos          |
| 1978  | Horst Kippe             |
| 1979  | Bernd Wolter            |
| 1980  | Jürgen Mattern          |
| 1981  | Jürgen Mattern          |
| 1982  | Martin Dieterich        |
| 1983  | Jürgen Mattern          |
| 1984  | Jürgen Mattern          |
| 1985  | David Schoffel          |
| 1986  | Martin Dieterich        |
| 1987  | Egbert Rittner          |
| 1988  | Hans Pietsch            |
| 1989  | Jürgen Mattern          |
| 1990  | Egbert Rittner          |

### Champion de laRépublique démocratique allemande
| Année | Champion                                    |
| ----- | ------------------------------------------- |
| 1965  | Günther Fritzsche                           |
| 1966  | Günther Fritzsche                           |
| 1967  | Günther Fritzsche                           |
| 1968  | Günther Möhring                             |
| 1969  | Wolfgang John                               |
| 1970  | Karl-Heinz Vogel                            |
| 1971  | Siegmar Steffens                            |
| 1972  | Manfred Soller                              |
| 1973  | Manfred Soller                              |
| 1974  | Manfred Soller                              |
| 1975  | Manfred Soller                              |
| 1976  | Wolfgang John                               |
| 1977  | Peter Bergmann                              |
| 1978  | Wolfgang John                               |
| 1979  | Stephan Schiller                            |
| 1980  | Wolfgang John                               |
| 1981  | Stephan Schiller                            |
| 1982  | Stephan Schiller                            |
| 1983  | Stephan Schiller                            |
| 1984  | Frank Mickan                                |
| 1985  | Stefan Liesegang                            |
| 1986  | Rudolf Erfurth                              |
| 1987  | Rudolf Erfurth (4d) / Stephan Schiller (4d) |
| 1988  | Marko Leipert                               |
| 1989  | Malte Schuster                              |
| 1990  | Malte Schuster                              |

### Champion d'Allemagne
| Année | Champion            |
| ----- | ------------------- |
| 1991  | Christoph Gerlach   |
| 1992  | Franz-Josef Dickhut |
| 1993  | Jürgen Mattern      |
| 1994  | Egbert Rittner      |
| 1995  | Felix von Arnim     |
| 1996  | Egbert Rittner      |
| 1997  | Egbert Rittner      |
| 1998  | Christoph Gerlach   |
| 1999  | Franz-Josef Dickhut |
| 2000  | Franz-Josef Dickhut |
| 2001  | Egbert Rittner      |
| 2002  | Franz-Josef Dickhut |
| 2003  | Franz-Josef Dickhut |
| 2004  | Franz-Josef Dickhut |
| 2005  | Felix von Arnim     |
| 2006  | Franz-Josef Dickhut |
| 2007  | Zou Jin             |
| 2008  | Franz-Josef Dickhut |
| 2009  | Christoph Gerlach   |
| 2010  | Franz-Josef Dickhut |
| 2011  | Franz-Josef Dickhut |
| 2012  | Franz-Josef Dickhut |
| 2013  | Lukas Krämer        |